# Pont de Seyssel
Ne doit pas être confondu avec Pont de la Vierge noire.
Le pont de Seyssel est un pont à haubans franchissant le Rhône entre les communes de Seyssel (Ain) et de Seyssel (Haute-Savoie). Il a une longueur de 220,60 mètres.